# Vickers Vimy
Die Vickers F.B.27 Vimy war ein schwerer britischer Bomber des Ersten Weltkriegs. Das von R. K. Pierson entwickelte und bei Vickers gebaute Flugzeug war für Luftangriffe auf Ziele in Deutschland vorgesehen. Mit einer Vimy gelang zwei Piloten im Juni 1919 erstmals die Nonstop-Überquerung des Atlantiks. Sie flogen in 16 Stunden 12 Minuten 3667 km, also mit einer Durchschnittsgeschwindigkeit von etwa 225 km/h über Grund.
Nach dem Krieg wurde die Vimy zu einem Verkehrsflugzeug weiterentwickelt und erhielt den Namen Vimy Commercial.

## Geschichte

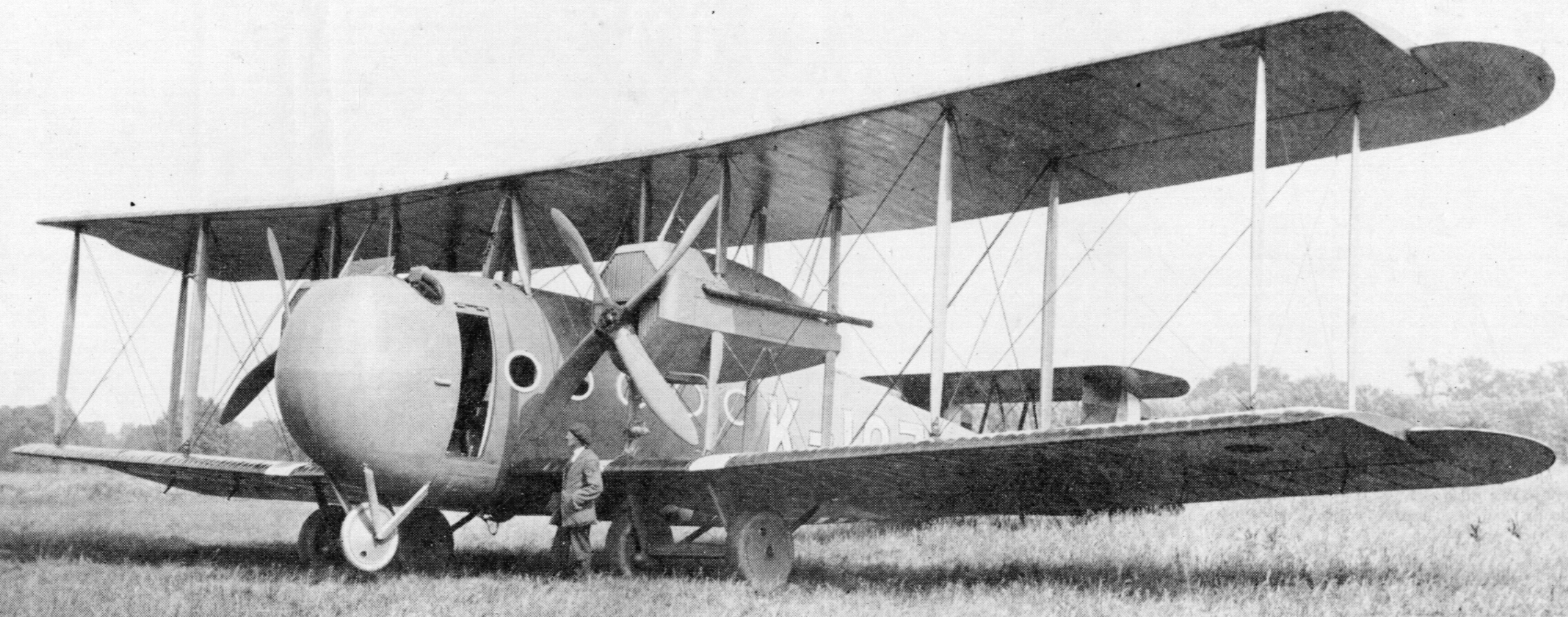
Vickers Vimy Commercial, Oktober 1921

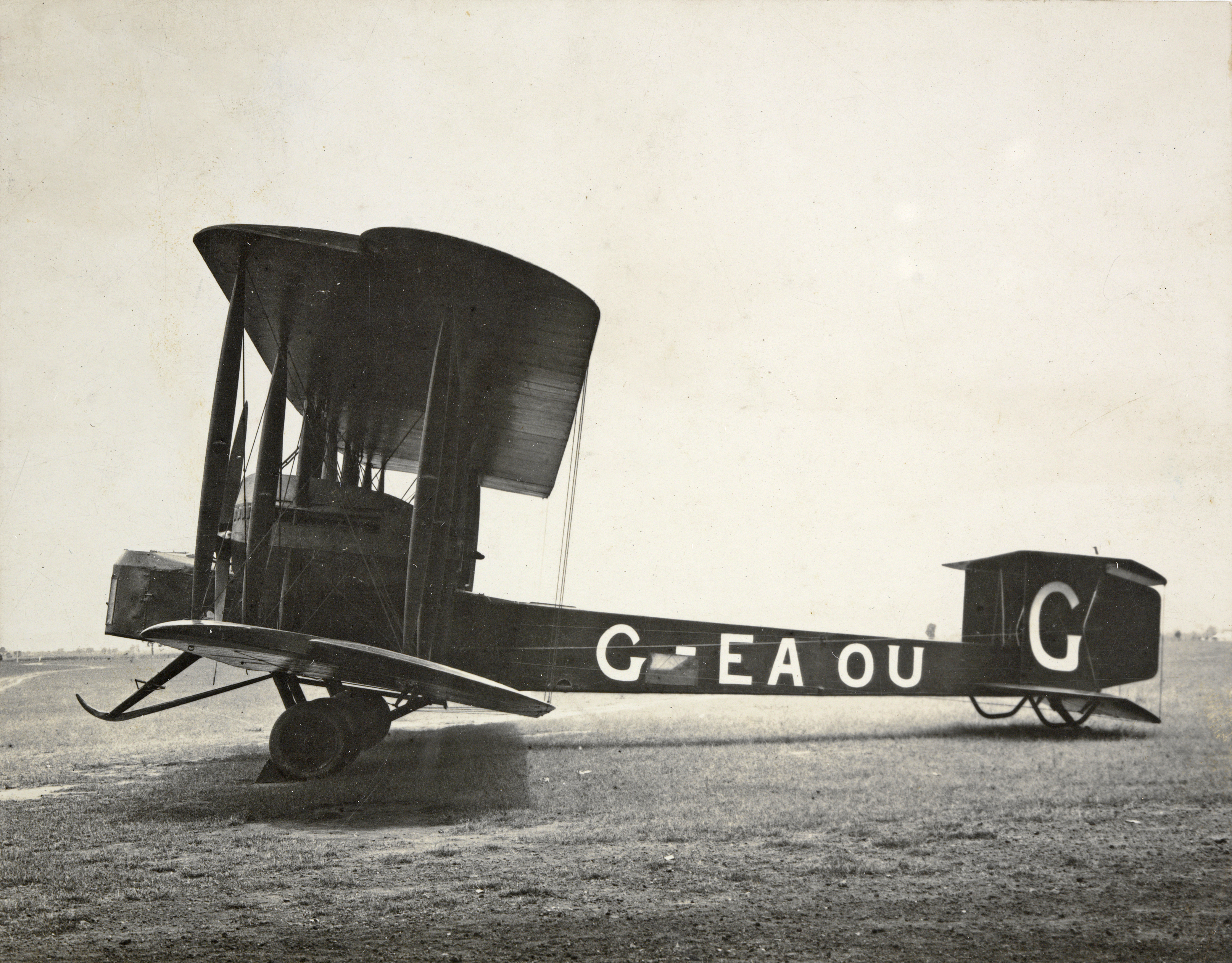
Vickers Vimy, Seitenansicht, 1919

Der Erstflug erfolgte am 30. November 1917. Die ersten Flugzeuge wurden im Juli 1919 an die Staffeln geliefert, ein Einsatz im Ersten Weltkrieg fand nicht mehr statt. Die 58 Squadron – ab 1. Februar 1920 70 Squadron – flog die Vimy von Juli 1919 bis November 1922 erst in Ägypten, dann in Mesopotamien. Die 45 Squadron in Mesopotamien war nur kurze Zeit mit der Vimy ausgerüstet (Juli 1921 bis April 1922). Am längsten diente die Vimy bei der 216 Squadron in Ägypten (von Juni 1922 bis Oktober 1926). Sie wurde durch die Weiterentwicklung Vickers Virginia ersetzt. In Nordirland blieb sie bis 1929 im Einsatz. Hergestellt wurden verschiedene Varianten mit den Bezeichnungen Mk.I bis Mk.IV.
Die zivile Version Vimy Commercial wurde ab 1919 produziert, hauptsächlich für den Export. Sie flog zum ersten Mal vom Joy Green Airfield in Kent am 13. April 1919 mit dem militärischen Kennzeichen K107. Später bekam sie das zivile Kennzeichen G-EAAV.

## Produktion
Die genauen Produktionszahlen der Vimy lassen sich nicht mehr feststellen, da beim Kriegsende viele Aufträge gestrichen wurden. Nachweisbar sind folgende Produktionszahlen:
Abnahme der Vickers Vimy durch die RAF:
| Hersteller        | Version                   | 1919 | 1920 | 1919/1920 | 1921 | 1922 | 1923 | 1924 | 1925 | Summe | Serials                               |
| ----------------- | ------------------------- | ---- | ---- | --------- | ---- | ---- | ---- | ---- | ---- | ----- | ------------------------------------- |
| Morgan & Co.      | Vimy                      | 41   |      |           |      |      |      |      |      | 41    | F3146–F3186                           |
| Vickers Weybridge | Vimy                      |      |      | 100       |      |      |      |      |      | 100   | F8596–F8645; F9146–F9195              |
| RAE               | Mk.IV                     | 6    | 4    |           |      |      |      |      |      | 10    | H651–H660                             |
| Westland          | Mk.IV                     | 1    | 1    |           |      |      |      |      |      | 2     | H5081–H5082                           |
| Vickers           | Mk.IV                     |      |      |           |      |      |      | 25   | 5    | 30    | J7238–J7247; J7440–J7454; J7701–J7705 |
| Vickers           | Vimy Commercial Ambulance |      |      |           | 1    | 2    | 2    |      |      | 5     | J6855; J6904–J6905; J7143–J7144       |
| Summe             |                           | 48   | 5    | 100       | 1    | 2    | 2    | 25   | 5    | 188   |                                       |

Von der Vimy Commercial wurden 43 Flugzeuge gebaut. China bestellte 40 Flugzeuge, die im Zeitraum April 1920 bis Februar 1921 bei Vickers hergestellt wurden. In China wurden bis 1924 20 Vimy aufgebaut, von denen bis zu diesem Zeitpunkt bereits fünf Flugzeuge verloren gegangen waren. Die restlichen 20 verblieben in ihren Transportkisten.

## Rekordflüge

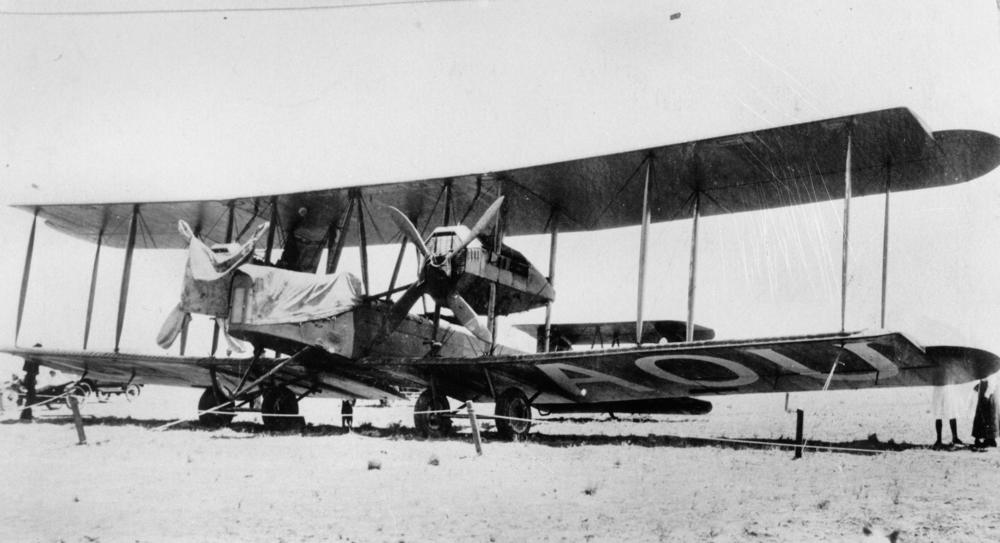
Vickers Vimy von Ross Smith und Keith Smith

Mit der Vimy erfolgten viele erste Fernflüge und Rekorde, inklusive der ersten Non-Stop-Atlantik-Überquerung. John Alcock und Arthur Whitten Brown starteten am 14. Juni 1919 von Neufundland und landeten am 15. Juni 1919 mit der Nase voran in einem Moor in Irland. Ihr Flugzeug steht heute im London Science Museum.
Ross Macpherson Smith und Keith Macpherson Smith flogen 1919 in mehreren Etappen als Erste von London nach Australien. Am 4. Februar 1920 flogen Pierre van Ryneveld und Quintin Brand von London nach Südafrika. Steve Fossett flog mit einer nachgebauten Vimy im Jahr 2005 über den Atlantik.

## Militärische Nutzung
Vereinigtes Königreich
- Royal Air Force

## Technische Daten (Vimy Mk.I)

Dreiseitenriss

| Kenngröße             | Daten |
| --------------------- | --- |
| Besatzung             | 3 |
| Länge                 | 13,27 m |
| Spannweite            | 20,75 m |
| Höhe                  | 4,76 m |
| Flügelfläche          | 123,5 m² |
| Leermasse             | 3222 kg |
| Startmasse            | 5670 kg |
| Höchstgeschwindigkeit | 166 km/h in 6.500 ft (ca. 1.980 m) Höhe                                                                                  |
| Dienstgipfelhöhe      | 2135 m |
| Reichweite            | 1448 km |
| Triebwerke            | zwei 12-Zylinder-V-Motoren Rolls-Royce Eagle VIII, 367 PS (270 kW)                                                       |
| Bewaffnung            | 2 × 7,7-mm-Lewis-MG (1 im Flugzeugbug, 1 in der Mitte des Flugzeugs) und bis zu 1123 kg Bomben im internen Waffenschacht |